# Pasos (película)
Pasos es una película española dramática de 2005 dirigida por Federico Luppi y protagonizada por Alberto Jiménez, Ana Fernández, Eva Cobo, Fabián Vena, Ginés García Millán y Susana Hornos.
Esta es la primera película que dirigió Luppi, y fue escrita por Susana Hornos, quien fue esposa de Luppi. Tras pasar por varias productoras, finalmente se rodó en enero y febrero de 2004 y llegó a los cines en junio de 2005. Las actrices Ana Fernández y Susana Hornos se alzaron con los premios a Mejor Actriz en el Festival Iberoamericano de Villaverde y a Actriz Revelación en el Festival Cinespaña de Toulouse respectivamente por esta película.

## Reparto
- Alberto Jiménez ... José
- Ana Fernández ... Silvia
- Eva Cobo ... Beatriz
- Fabián Vena ... Javier
- Ginés García Millán ... Francisco
- Susana Hornos ... Ana
- Jordi Dauder ... Pedro
- Pilar Rodríguez ... Julia
- Lucía Zorzano ... Cristina
- Federico Luppi ... Amigo de José